# Lyme Regis

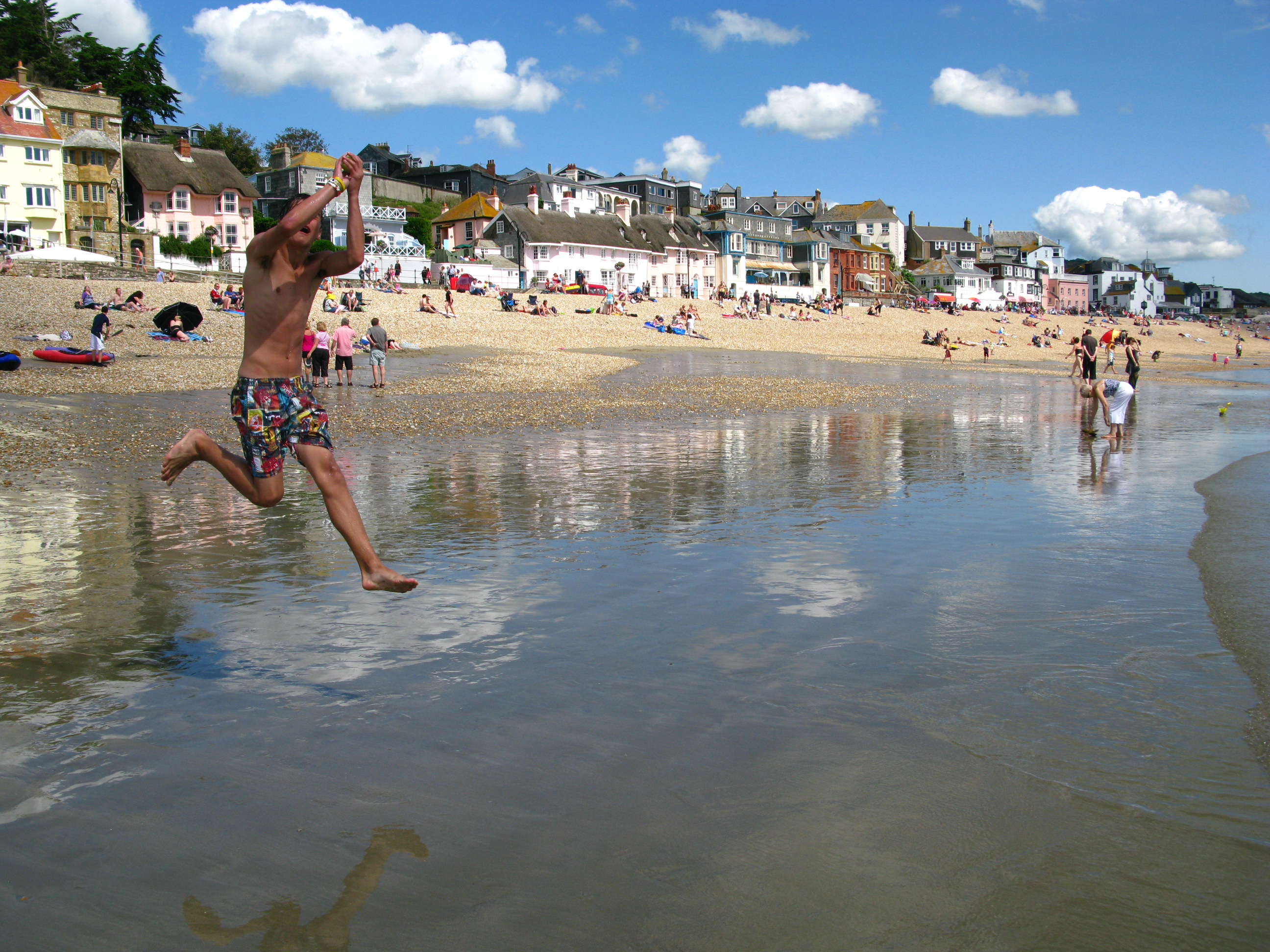

Lyme Regis (pronunțat /ˌlaɪmˈriːdʒɪs/) este un oraș în comitatul Dorset, regiunea South West, Anglia. Satul se află în districtul West Dorset.